# 廃帝 (陳)
廃帝（はいてい）は、南朝陳の第3代皇帝。姓は陳、諱は伯宗。文帝の長男。

## 生涯
永定2年（558年）2月に臨川王世子に立てられた。永定3年（559年）6月に文帝が即位すると、8月（一説に9月）に皇太子に立てられた。侯景の乱のときに建康の東宮は焼尽していたため、永福省に居住した。
天康元年（566年）4月に文帝が崩御すると、太極前殿で帝位についた。13歳の若年で即位したため、文帝の遺言で叔父の安成王陳頊（後の宣帝）が後見することになった。このため、陳伯宗自身には何ら実権がなく、陳頊の傀儡同然であった。光大2年（568年）11月、陳頊によって廃位され臨海王とされた。太建2年（570年）4月に殺害された。ただし、后と子の命は助けられている。

## 妻子

### 后妃
- 皇后王少姫

### 男子
- 臨海嗣王 陳至沢